# Scottish League Challenge Cup 2023/24
Der Scottish League Challenge Cup wurde 2023/24 zum insgesamt 32. Mal ausgespielt. Der schottische Fußballwettbewerb, der offiziell als SPFL Trust Trophy ausgetragen wurde, begann am 1. August 2023 und endete am 24. März 2024. Am Wettbewerb nahmen 53 Vereine teil: 30 Vereine aus der Scottish Professional Football League, 11 U-21-Mannschaften der Klubs aus der Scottish Premiership, vier Vereine aus der Highland und Lowland Football League, sowie jeweils zwei Vereine aus der nordirischen NIFL Premiership und walisischen Premier League. Titelverteidiger war Hamilton Academical, das im Finale des Vorjahres gegen die Raith Rovers gewann. Im diesjährigen Endspiel traf der Airdrieonians FC auf den The New Saints FC aus Wales. Die Airdrieonians erreichten zum sechsten Mal das Finale nach 1995, 2001, 2002, 2004 und 2009. Zum zweiten Mal erreicht eine Mannschaft aus Wales das Finale nach Connah’s Quay Nomads im Jahr 2019. Die Airdrieonians gewannen das Finale mit 2:1 und dadurch zum fünften Mal den Challenge Cup.

## Termine
| Runde         | Datum                          | Spiele | Vereine | Neueinstiege |
| ------------- | ------------------------------ | ------ | ------- | ------------ |
| 1. Runde      | 1./2. August 2023              | 11     | 53 → 42 | 22           |
| 2. Runde      | 15./16. August 2023            | 10     | 42 → 32 | 9            |
| 3. Runde      | 5.–26. September 2023          | 16     | 32 → 16 | 22           |
| 4. Runde      | 14. Oktober – 7. November 2023 | 8      | 16 → 8  | keine        |
| Viertelfinale | 18./19. November 2023          | 4      | 8 → 4   | keine        |
| Halbfinale    | 2./3. Februar 2024             | 2      | 4 → 2   | keine        |
| Finale        | 23./24. März 2024              | 1      | 2 → 1   | keine        |

## 1. Runde
Die 1. Runde wurde am 4. Juli 2023 ausgelost. Ausgetragen wurden die Begegnungen am 1. und 2. August 2023.
Region Nord
| Datum                     |                          | Ergebnis        |                          |
| ------------------------- | ------------------------ | --------------- | ------------------------ |
| 1. August 2023, 19:30 BST | Brechin City             | 2:2 (5:3 i. E.) | Heart of Midlothian U-21 |
| 1. August 2023, 19:30 BST | Elgin City               | 2:0             | FC St. Johnstone U-21    |
| 2. August 2023, 19:30 BST | Hibernian Edinburgh U-21 | 1:1 (4:2 i. E.) | Formartine United        |
| 2. August 2023, 19:45 BST | Brora Rangers            | 1:1 (2:4 i. E.) | FC Aberdeen U-21         |
| 2. August 2023, 20:00 BST | FC Dundee U-21           | 4:0             | Buckie Thistle           |

Region Süd
| Datum                     |                        | Ergebnis        |                         |
| ------------------------- | ---------------------- | --------------- | ----------------------- |
| 1. August 2023, 19:30 BST | FC St. Mirren U-21     | 2:2 (2:4 i. E.) | Albion Rovers           |
| 1. August 2023, 19:45 BST | FC Kilmarnock U-21     | 3:1             | Bonnyrigg Rose Athletic |
| 1. August 2023, 19:45 BST | FC Spartans            | 0:3             | Glasgow Rangers U-21    |
| 1. August 2023, 19:45 BST | FC Tranent             | 0:0 (3:1 i. E.) | FC Motherwell U-21      |
| 2. August 2023, 19:45 BST | Celtic Glasgow U-21    | 1:3             | FC East Kilbride        |
| 2. August 2023, 19:45 BST | University of Stirling | 4:0             | FC Livingston U-21      |

## 2. Runde
Die 2. Runde wurde am 4. Juli 2023 ausgelost. Ausgetragen wurden die Begegnungen am 15. und 16. August 2023.
Region Nord
| Datum                      |                  | Ergebnis        |                          |
| -------------------------- | ---------------- | --------------- | ------------------------ |
| 15. August 2023, 19:30 BST | FC Aberdeen U-21 | 3:5             | FC Peterhead             |
| 15. August 2023, 19:30 BST | Brechin City     | 0:4             | Hibernian Edinburgh U-21 |
| 15. August 2023, 19:45 BST | FC Dundee U-21   | 0:0 (3:5 i. E.) | FC East Fife             |
| 15. August 2023, 19:45 BST | Elgin City       | 0:0 (4:3 i. E.) | Forfar Athletic          |

Region Süd
| Datum                      |                    | Ergebnis        |                        |
| -------------------------- | ------------------ | --------------- | ---------------------- |
| 15. August 2023, 19:45 BST | Albion Rovers      | 2:0             | FC Tranent             |
| 15. August 2023, 19:45 BST | Annan Athletic     | 3:1             | FC Stranraer           |
| 15. August 2023, 19:45 BST | FC Stenhousemuir   | 1:2             | Glasgow Rangers U-21   |
| 15. August 2023, 19:45 BST | Stirling Albion    | 0:3             | FC East Kilbride       |
| 16. August 2023, 19:45 BST | FC Clyde           | 1:3             | University of Stirling |
| 16. August 2023, 19:45 BST | FC Kilmarnock U-21 | 1:1 (8:9 i. E.) | FC Dumbarton           |

## 3. Runde
Die 3. Runde wurde am 17. August 2023 ausgelost. Ausgetragen sollen die Begegnungen zwischen dem 5. und 26. September 2023 werden.
| Datum                         |                          | Ergebnis |                              |
| ----------------------------- | ------------------------ | -------- | ---------------------------- |
| 5. September 2023, 19:45 BST  | Ayr United               | 0:1      | FC Falkirk                   |
| 8. September 2023, 18:00 BST  | Hibernian Edinburgh U-21 | 0:3      | The New Saints FC            |
| 9. September 2023, 13:00 BST  | FC East Fife             | 2:1      | Albion Rovers                |
| 9. September 2023, 14:00 BST  | Raith Rovers             | 3:0      | Cliftonville FC              |
| 9. September 2023, 15:00 BST  | Annan Athletic           | 0:2      | FC Peterhead                 |
| 9. September 2023, 15:00 BST  | FC Arbroath              | 4:2      | Inverness Caledonian Thistle |
| 9. September 2023, 15:00 BST  | Cove Rangers             | 0:2      | FC Montrose                  |
| 9. September 2023, 15:00 BST  | FC Dumbarton             | 1:3      | Kelty Hearts                 |
| 9. September 2023, 15:00 BST  | Dundee United            | 3:0      | Dunfermline Athletic         |
| 9. September 2023, 15:00 BST  | Edinburgh City           | 1:4      | FC East Kilbride             |
| 9. September 2023, 15:00 BST  | Greenock Morton          | 2:1      | Elgin City                   |
| 9. September 2023, 15:00 BST  | Partick Thistle          | 2:3      | Queen of the South           |
| 9. September 2023, 15:00 BST  | University of Stirling   | 2:3      | Airdrieonians FC             |
| 9. September 2023, 15:45 BST  | Coleraine FC             | 1:3      | Hamilton Academical          |
| 9. September 2023, 17:15 BST  | Bala Town                | 0:3      | FC Queen’s Park              |
| 26. September 2023, 19:45 BST | Glasgow Rangers U-21     | 4:1      | Alloa Athletic               |

## 4. Runde
Die 4. Runde wurde am 14. September 2023 ausgelost. Ausgetragen wurden die Begegnungen zwischen dem 14. Oktober und 7. November 2023.
| Datum                       |                      | Ergebnis        |                     |
| --------------------------- | -------------------- | --------------- | ------------------- |
| 14. Oktober 2023, 15:00 BST | FC East Kilbride     | 2:5             | Hamilton Academical |
| 14. Oktober 2023, 15:00 BST | FC Falkirk           | 1:0             | FC Queen’s Park     |
| 14. Oktober 2023, 15:00 BST | Greenock Morton      | 4:1             | Kelty Hearts        |
| 14. Oktober 2023, 15:00 BST | Queen of the South   | 1:2             | FC Arbroath         |
| 14. Oktober 2023, 15:00 BST | Raith Rovers         | 3:1             | FC Montrose         |
| 14. Oktober 2023, 17:15 BST | The New Saints FC    | 2:2 (5:4 i. E.) | FC East Fife        |
| 14. Oktober 2023, 17:30 BST | FC Peterhead         | 0:2             | Dundee United       |
| 7. November 2023, 19:45 GMT | Glasgow Rangers U-21 | 2:4             | Airdrieonians FC    |

## Viertelfinale
Das Viertelfinale wurde am 19. Oktober 2023 ausgelost. Ausgetragen wurden die Begegnungen am 17. und 18. November 2023.
| Datum                        |                     | Ergebnis        |                  |
| ---------------------------- | ------------------- | --------------- | ---------------- |
| 17. November 2023, 19:40 GMT | FC Falkirk          | 4:2             | Dundee United    |
| 17. November 2023, 19:45 GMT | Hamilton Academical | 1:4             | Raith Rovers     |
| 18. November 2023, 14:30 GMT | The New Saints FC   | 4:1             | FC Arbroath      |
| 18. November 2023, 15:00 GMT | Greenock Morton     | 0:0 (5:6 i. E.) | Airdrieonians FC |

## Halbfinale
Das Viertelfinale wurde am 19. Oktober 2023 ausgelost. Ausgetragen wurden die Begegnungen am 2. und 3. Februar 2024.
| Datum                      |              | Ergebnis |                   |
| -------------------------- | ------------ | -------- | ----------------- |
| 2. Februar 2024, 19:40 GMT | Raith Rovers | 0:1      | Airdrieonians FC  |
| 3. Februar 2024, 19:40 GMT | FC Falkirk   | 0:1      | The New Saints FC |

## Finale
| The New Saints FC                                           | The New Saints FC | Airdrieonians FC | Airdrieonians FC |
| ----------------------------------------------------------- | --- | --- | ---------------- |
| The New Saints FC                                           | \| 24. März 2024 um 16:15 Uhr BST in Falkirk (Falkirk Stadium) \| \| Ergebnis: 1:2 (1:1) \| \| Zuschauer: 3.191 \| \| Schiedsrichter: Matthew MacDermid \| \| Spielbericht \| | \| 24. März 2024 um 16:15 Uhr BST in Falkirk (Falkirk Stadium) \| \| Ergebnis: 1:2 (1:1) \| \| Zuschauer: 3.191 \| \| Schiedsrichter: Matthew MacDermid \| \| Spielbericht \| | Airdrieonians FC |
| The New Saints FC                                           | Connor Roberts – Josh Daniels, Danny Davies, Chris Marriott , Josh Pask – Ben Clark (74. Declan McManus), Leo Smith (90. Ryan Brobbel), Daniel Redmond (74. Daniel Williams) – Rory Holden (79. Jordan Marshall), Brad Young, Jordan Williams (78. Adrian Cieślewicz) Cheftrainer: Craig Harrison | Robbie Hemfrey – Cammy Ballantyne, Craig Watson, Callum Fordyce, Mason Hancock – Rhys McCabe (45. Dean McMaster), Gavin Gallagher (54. Josh O’Connor), Adam Frizzell , Liam McStravick (61. Chris Donnell), Charlie Telfer – Nikolay Todorov (90.+3' Calum Gallagher) Cheftrainer: Rhys McCabe | Airdrieonians FC |
| The New Saints FC                                           | 1:0 Ben Clark (12.) | 1:1 Liam McStravick (22.) 1:2 Nikolay Todorov (67., Foulelfmeter) | Airdrieonians FC |
| The New Saints FC                                           | Liam McStravick (27.), Gavin Gallagher (42.) | | Airdrieonians FC |
| 24. März 2024 um 16:15 Uhr BST in Falkirk (Falkirk Stadium) | | |                  |
| Ergebnis: 1:2 (1:1)                                         | | |                  |
| Zuschauer: 3.191                                            | | |                  |
| Schiedsrichter: Matthew MacDermid                           | | |                  |
| Spielbericht                                                | | |                  |